# Gouvernement Louis Barthou
 (août 2017).
Si vous disposez d'ouvrages ou d'articles de référence ou si vous connaissez des sites web de qualité traitant du thème abordé ici, merci de compléter l'article en donnant les références utiles à sa vérifiabilité et en les liant à la section « Notes et références ».
Troisième République
Aristide Briand IV Gaston Doumergue I
Le gouvernement Louis Barthou est le gouvernement de la Troisième République en France du 22 mars 1913 au 2 décembre 1913.

## Composition

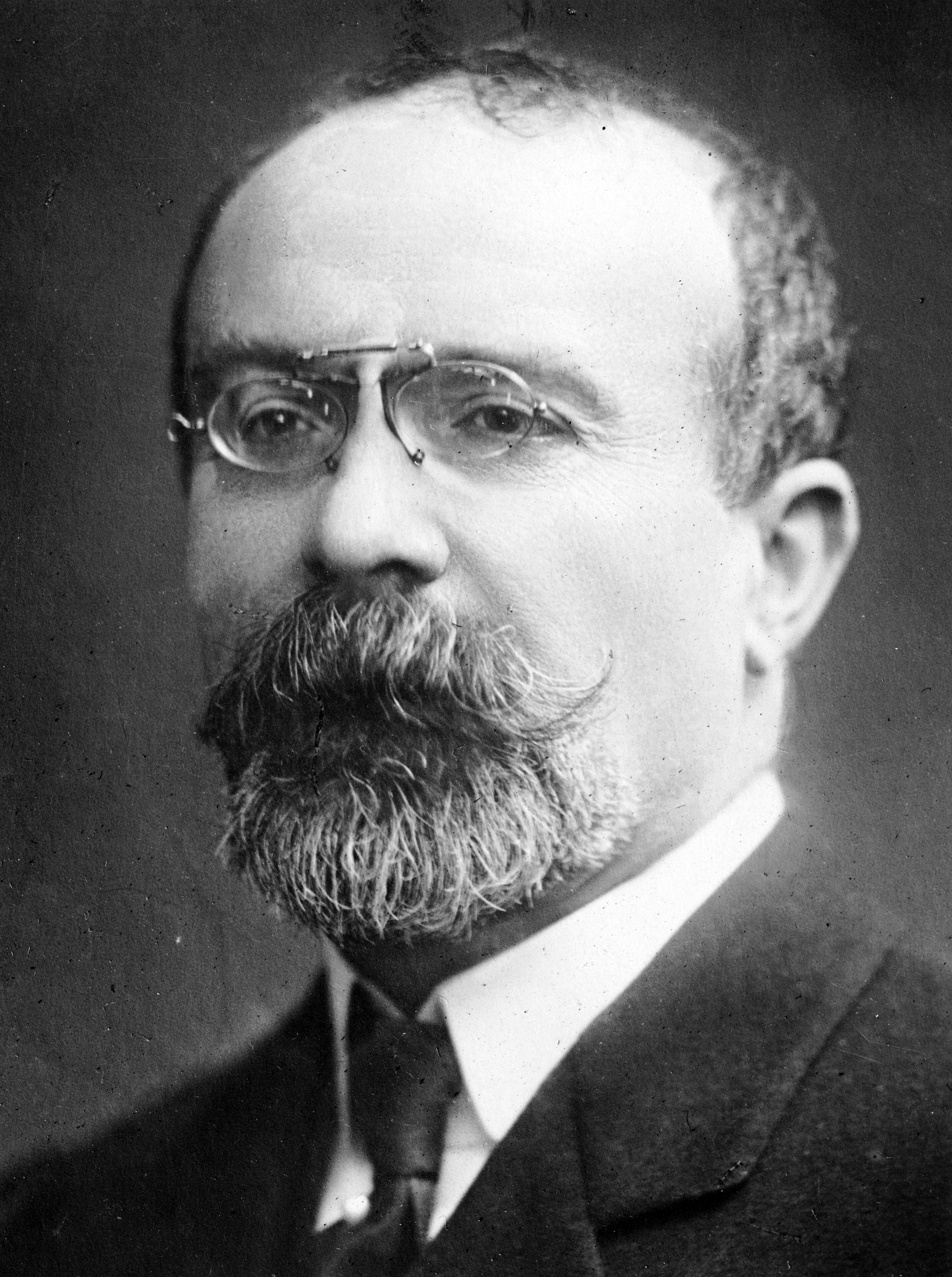
Louis Barthou

| Portefeuille                                                      | Titulaire | Titulaire          | Parti |
| ----------------------------------------------------------------- | --------- | ------------------ | ----- |
| Président du Conseil                                              |           | Louis Barthou      | PRD   |
| Ministres                                                         |           |                    |       |
| Ministre des Affaires étrangères                                  |           | Stephen Pichon     | PRRRS |
| Ministre de la Guerre                                             |           | Eugène Étienne     | PRD   |
| Ministre de l'Instruction publique et des Beaux-Arts              |           | Louis Barthou      | PRD   |
| Ministre de l'Intérieur                                           |           | Louis-Lucien Klotz | PRRRS |
| Ministre de la Justice                                            |           | Antony Ratier      | PRD   |
| Ministre de la Marine                                             |           | Pierre Baudin      | PRRRS |
| Ministre de l'Agriculture                                         |           | Étienne Clémentel  | PRRRS |
| Ministre des Finances                                             |           | Charles Dumont     | PRD   |
| Ministre des Travaux publics                                      |           | Joseph Thierry     | FR    |
| Ministre du Commerce, Industrie, Postes et Télégraphes            |           | Alfred Massé       | PRRRS |
| Ministre des Colonies                                             |           | Jean Morel         | PRRRS |
| Ministre du Travail et de la Prévoyance sociale                   |           | Henry Chéron       | PRD   |
| Sous-secrétaires d’État                                           |           |                    |       |
| Sous-secrétaire d’État aux Beaux-Arts                             |           | Léon Bérard        | PRRRS |
| Sous-secrétaire d’État à l’Intérieur                              |           | Paul Morel         | RI    |
| Sous-secrétaire d’État aux Finances                               |           | Élisée Bourely     | PRRRS |
| Sous-secrétaire d'État à la Marine, chargé de la Marine marchande |           | Anatole de Monzie  | PRS   |

## Activité législative
- Loi des trois ans

## Fin du gouvernement et passation des pouvoirs
Mis en minorité à propos de l'immunité de la rente (séance du 2 décembre 1913), le gouvernement de Louis Barthou est remplacé le 9 décembre par un nouveau cabinet dirigé par Gaston Doumergue. 